# Teuku Cut Ali Airport
Teuku Cut Ali Airport är en flygplats i Indonesien.   Den ligger i provinsen Aceh, i den västra delen av landet, 1 500 km nordväst om huvudstaden Jakarta. 
Terrängen runt Teuku Cut Ali Airport är varierad. Havet är nära Teuku Cut Ali Airport åt sydväst. Runt Teuku Cut Ali Airport är det ganska glesbefolkat, med 30 invånare per kvadratkilometer. I omgivningarna runt Teuku Cut Ali Airport växer i huvudsak städsegrön lövskog.